# Tapinella maculata
Tapinella maculata är en insektsart som beskrevs av Mockford och Gurney 1956. Tapinella maculata ingår i släktet Tapinella och familjen Pachytroctidae. Inga underarter finns listade i Catalogue of Life.